# Candle in the lives
『Candle in the lives』（キャンドル・イン・ザ・ライヴズ）は2002年7月3日に発売された矢井田瞳のツアードキュメント・ビデオ。発売元は東芝EMI。

## 概要
- 2001年11月から2002年3月まで行われた「Candleyes Tour」のツアードキュメント映像。インタビューやライブ映像を収録している。
- ツアー中に行われたカウントダウンライブの映像を収めた「Candle in the eyes」も同時発売した。
- 「Casket of Candleyes」としてボックス・セットとしても発売。

## 収録内容
1. プロローグ 淀川にて
2. Buzzstyle
3. ツアー初日
4. Countdown in 大阪ドーム
5. 空の作り方
6. POP UP
7. Call & Response
8. バンドメンバー
9. Over the distance
10. ギター話し
11. 散歩話し
12. Ring my bell
13. 九州にて
14. 音楽の話し
15. 北海道にて
16. 最終日大阪より
17. Not still over
18. 手と涙
19. エピローグ Candleyes tour 全会場
20. ボーナストラック♡

## au presents 矢井田瞳 Candleyes Tour
本ツアーは2作目のスタジオ・アルバム「Candlize」を引っさげて、2001年12月31日に大阪ドームでのカウントダウンライブをはさみながら、20の都道府県で全29公演行われた。

### ツアーの日程
| 公演日         | 都道府県 | 会場                                    |
| -------------- | -------- | --------------------------------------- |
| 2001年11月26日 | 栃木県   | 栃木県総合文化センター                  |
| 2001年11月28日 | 埼玉県   | 大宮ソニックシティ                      |
| 2001年12月1日  | 神奈川県 | 秦野市文化会館                          |
| 2001年12月5日  | 兵庫県   | 神戸国際会館こくさいホール              |
| 2001年12月8日  | 石川県   | 石川厚生年金会館                        |
| 2001年12月9日  | 長野県   | 長野市民会館                            |
| 2001年12月12日 | 神奈川県 | 神奈川県民ホール                        |
| 2001年12月17日 | 宮城県   | 宮城県民会館                            |
| 2001年12月20日 | 三重県   | 三重県文化会館                          |
| 2001年12月26日 | 東京都   | 日本武道館                              |
| 2001年12月27日 | 東京都   | 日本武道館                              |
| 2001年12月31日 | 大阪府   | 大阪ドーム （COUNTDOWN LIVE 2001-2002） |
| 2002年1月28日  | 広島県   | 広島厚生年金会館                        |
| 2001年1月30日  | 福岡県   | 福岡サンパレス                          |
| 2001年1月31日  | 福岡県   | 福岡サンパレス                          |
| 2002年2月3日   | 熊本県   | 熊本市民会館                            |
| 2002年2月6日   | 大分県   | 大分市民会館                            |
| 2002年2月10日  | 北海道   | 帯広市民文化ホール                      |
| 2002年2月12日  | 北海道   | 北海道厚生年金会館                      |
| 2002年2月14日  | 北海道   | 函館市民会館                            |
| 2002年2月17日  | 秋田県   | 秋田県民会館                            |
| 2002年2月21日  | 東京都   | NHKホール （追加公演）                  |
| 2002年2月22日  | 東京都   | NHKホール （追加公演）                  |
| 2002年2月25日  | 新潟県   | 新潟県民会館                            |
| 2002年2月28日  | 静岡県   | アクトシティ浜松                        |
| 2002年3月2日   | 愛知県   | 名古屋センチュリーホール （追加公演）   |
| 2002年3月3日   | 愛知県   | 名古屋センチュリーホール （追加公演）   |
| 2002年3月6日   | 香川県   | 香川県民ホール                          |
| 2002年3月9日   | 大阪府   | 大阪フェスティバルホール                |
| 2002年3月10日  | 大阪府   | 大阪フェスティバルホール                |